# Kim Yang-gon
Kim Yang-gon (Anju-si, 24 de abril de 1942-29 de diciembre de 2015) fue un político norcoreano que se desempeñó como oficial sénior del Partido del Trabajo de Corea.

## Carrera política
Kim Yang-gon empezó su carrera política como vicedirector del departamento de Relaciones Internacionales del partido en 1986, y durante este tiempo él también supervisó las relaciones con Japón como líder de la Asociación de la Amistad Coreano-japonesa. Recibió el grado más alto de la Orden Kim Il-sung en 1995. Fue promovido a director en 1997 y visitó China en múltiples ocasiones durante su gestión. En 2005 también asumió como consejero en la Comisión Nacional de Defensa.
Varios meses después de la muerte de Rim Tong-ok, Kim Yang-gon, considerado cercano a Kim Jong-il, fue nombrado para reemplazarlo como director del Departamento del Frente Unido del Partido del Trabajo en marzo de 2007. Su primera gestión como líder de las relaciones con Corea del Sur fue una visita a Seúl en noviembre del mismo año para discutir medidas de reacercamiento con el ministro de Unificación Lee Jae-jeong. En la Conferencia del Partido de septiembre de 2010, Kim fue también nombrado secretario del Frente Unido y de políticas sobre Corea del Sur en la Secretaría del partido, y como miembro alterno del Politburó.
Kim Yang-gon mantuvo su cargo con el régimen de Kim Jong-un, y le fue otorgada la nueva Orden Kim Jong-il en julio de 2012. Visitó nuevamente Corea del Sur en octubre de 2014, para asistir a la ceremonia de clausura de los Juegos Asiáticos de 2014 junto con Hwang Pyong-tan y Choe Ryong-hae, y a fines de agosto de 2015, para negociar un trato para detener las provocaciones militares en la Zona desmilitarizada.
En diciembre de 2015, la agencia noticiosa de Corea del Norte informó que Kim Yang-Gon falleció en un accidente automovilístico. Sus restos fueron velados en la capilla ardiente instalada en el Club Sojang de Pionyang y tuvo funeral de estado.